# قانون النفط لعام 1955
قانون النفط الليبي رقم 25 لسنة 1955 هو قانون ليبي نظم منح الأراضي للمستكشفين الأفراد للتنقيب عن النفط وحفر آبار نفطية. وقد جاء هذا القانون بعد قانون المعادن لسنة 1953 الذي وضع نظامًا للحصول على تصاريح لمسح المناطق بحثًا عن النفط، دون السماح بالحفر.
على الرغم من تعدد الحكومات وتغير الأطر القانونية منذ صدوره، ظل القانون ساريًا حتى عام 2007 تقريبًا. ولا يتضمن القانون أي أحكام خاصة بالتنقيب عن الغاز الطبيعي. في العقد الأول من الألفية الثالثة، بدأت الحكومة الليبية في صياغة قانون نفط جديد.
أنشأ القانون «هيئة النفط» التي كانت تتخذ القرارات بشأن منح الامتيازات النفطية. في المسودات الأولية للقانون، كان من المقرر أن يكون لحكام الأقاليم سلطة تعيين أعضاء الهيئة واتخاذ القرارات النهائية بشأن الامتيازات، لكن أُلغيت هذه السلطات في النسخة النهائية للقانون، في خطوة وصفها المؤرخ ديرك فانديول بأنها مثال نادر على تغليب المصلحة الوطنية على المصالح الإقليمية.
بموجب القانون، يُسمح للمقاول الذي يعمل لصالح المؤسسة الوطنية للنفط بإدخال المعدات إلى ليبيا دون دفع رسوم جمركية؛ في حين لا تنطبق هذه الإعفاءات على المقاولين العاملين لصالح شركات النفط الخاصة، والذين تُنظم عقودهم وفق لائحة العقود الإدارية لسنة 2000. أُدخلت تعديلات على القانون في عامي 1961 و1965 غيّرت طريقة احتساب الإتاوات النفطية. ولا سيما تعديل 1961 الذي أدى إلى دفع شركات النفط المستقلة ضرائب أقل بكثير مقارنةً بشركات النفط الكبرى.